# IC 293
IC 293 је елиптична галаксија у сазвјежђу Персеј која се налази на листи објеката дубоког неба у Индекс каталогу.
Деклинација објекта је + 41° 8' 16" а ректасцензија 3h 10m 56,1s. Привидна величина (магнитуда) објекта IC 293 износи 14,3 а фотографска магнитуда 15,3. IC 293 је још познат и под ознакама IC 1888, MCG 7-7-31, CGCG 540-53, NPM1G +40.0069, PGC 11873.